# Demetrius Andrade
Demetrius Cesar „Boo Boo“ Andrade (* 26. Februar 1988 in Providence, Rhode Island) ist ein US-amerikanischer Profiboxer und aktueller WBO-Weltmeister im Mittelgewicht, sowie ehemaliger Weltmeister der WBO und WBA im Halbmittelgewicht.
Als Amateur gewann er unter anderem die Weltmeisterschaften 2007 im Weltergewicht.

## Amateurkarriere
Demetrius Andrade, dessen Familie von den Kapverden stammt, begann im Alter von sechs Jahren im Boxclub seines Vaters Paul in Providence mit dem Boxsport, wo auch sein um vier Jahre älterer Bruder Michael trainierte. 2002 gewann er erstmals ein nationales Turnier.
Er entwickelte sich zu einem der besten US-Boxer der Geschichte und bestritt laut eigener Aussage im Laufe seiner Karriere rund 300 Amateurkämpfe, wobei er all seine angeführten Erfolge im Weltergewicht erzielte. Er wurde 2005 und 2006 US-amerikanischer Meister, sowie 2006 und 2007 National Golden Glove Champion. Er besiegte dabei unter anderem Austin Trout, Daniel Jacobs, Boyd Melson, Fernando Guerrero und Charles Hatley. Weitere nationale Erfolge waren der zweite Platz bei den National Golden Gloves 2005 und ein dritter Platz bei den US-Meisterschaften 2007.
Bei den Panamerikanischen Spielen 2007 in Rio de Janeiro besiegte er die Olympiateilnehmer John Jackson und Jean Carlos Prada, sowie im Halbfinale Diego Gabriel Chaves, ehe er im Finale umstritten mit 6:7 gegen Pedro Lima verlor und Silber gewann. Nach dem Gewinn der US-Olympiaqualifikation 2007 in Houston, wobei er unter anderem Charles Hatley und zweimal Keith Thurman besiegt hatte, nahm er auch an den Weltmeisterschaften 2007 in Chicago teil und gewann die Goldmedaille mit Siegen gegen Ihwania Kachaber, Dmitrijs Šostaks, Mahamed Nurudsinau, Jack Culcay-Keth, Adem Kılıççı und Non Boonjumnong.
Als einer der Favoriten startete er bei den Olympischen Sommerspielen 2008 in Peking und besiegte Ihwania Kachaber und den russischen Europameister Andrei Balanow, ehe er im Viertelfinale knapp mit 9:11 gegen Kim Jung-joo ausschied.

## Profikarriere
Er wechselte nach den Olympischen Spielen in das Profilager und wurde von Banner Promotions sowie Star Boxing unter Vertrag genommen. 2018 erfolgte sein Wechsel zum Promoter Matchroom USA, seine Kämpfe werden von DAZN übertragen. Trainiert wird er von seinem Vater Paul Andrade, sein Manager ist Ed Farris.
Bis zu seiner ersten WM-Chance gewann er jeden seiner 19 Kämpfe, davon 13 vorzeitig und besiegte dabei unter anderem den Mexikaner Freddy Hernández (Bilanz: 30-3), der 2010 WM-Herausforderer von Andre Berto war. Diese Erfolge eröffneten ihm am 9. November 2013 in Corpus Christi einen Titelkampf um den vakanten WBO-Weltmeistergürtel im Halbmittelgewicht, den er durch einen Punktsieg gegen Vanes Martirosyan (33-0) gewann. Den Titel verteidigte er im Juni 2014 durch TKO in der siebenten Runde gegen den britischen WBO-Intercontinental-Champion und Pflichtherausforderer Brian Rose (25-1).
Im Juli 2015 wurde ihm von der WBO der WM-Titel entzogen. Der Weltverband begründete dies mit einer allgemeinen Inaktivität betreffend künftiger Titelverteidigungen und einem nicht zustande gekommenen Kampf gegen Jermell Charlo.
Seinen nächsten WM-Titel, den WBA-Gürtel im Halbmittelgewicht, gewann er erst am 11. März 2017 in Ludwigshafen durch einen Punktsieg gegen Jack Culcay-Keth (22-1), den er bereits bei der Amateur-WM 2007 besiegt hatte. Er verteidigte diesen jedoch nicht, sondern legte ihn im Oktober 2017 nieder, um in das Mittelgewicht aufzusteigen.
Nach einem Sieg gegen Alantez Fox (23-0) konnte er am 20. Oktober 2018 in Boston gegen den WBO-Africa-Champion Walter Kautondokwa (17-0), welcher den zuvor aus dem Kampf ausgestiegenen Billy Joe Saunders ersetzte, um den vakanten WBO-Weltmeistertitel boxen und siegte dabei einstimmig nach Punkten, zudem erzielte er im Kampfverlauf vier Niederschläge. Bislang verteidigte er den Titel gegen Artur Akawow (19-2), Maciej Sulęcki (28-1), Luke Keeler (17-2), Liam Williams (23-2) und Jason Quigley (19-1).
Am 25. November 2023 unterlag er in einem Supermittelgewichtskampf vorzeitig gegen den WBC-Interimsmeister David Benavidez.